# Serrat del Jou
El Serrat del Jou és una serra situada al municipi de la Coma i la Pedra (Solsonès), amb una elevació màxima de 1.306,3 metres. De direcció predominant N-S, s'estén al llarg d'uns 2,8 km. Al peu del vessant nord s'hi troba el poble de la Pedra i al del vessant sud-oriental, l'església de Sant Lleïr de Casabella. El vessant occidental davalla fins al Cardener i l'oriental fins al riuet de la Pedra. Al seu cim hi ha instal·lada una antena de telefonia mòbil.

## Dades topogràfiques
- Longitud màxima N-S: 2,8 km.
- Longitud màxima E-O: 1,2 km.

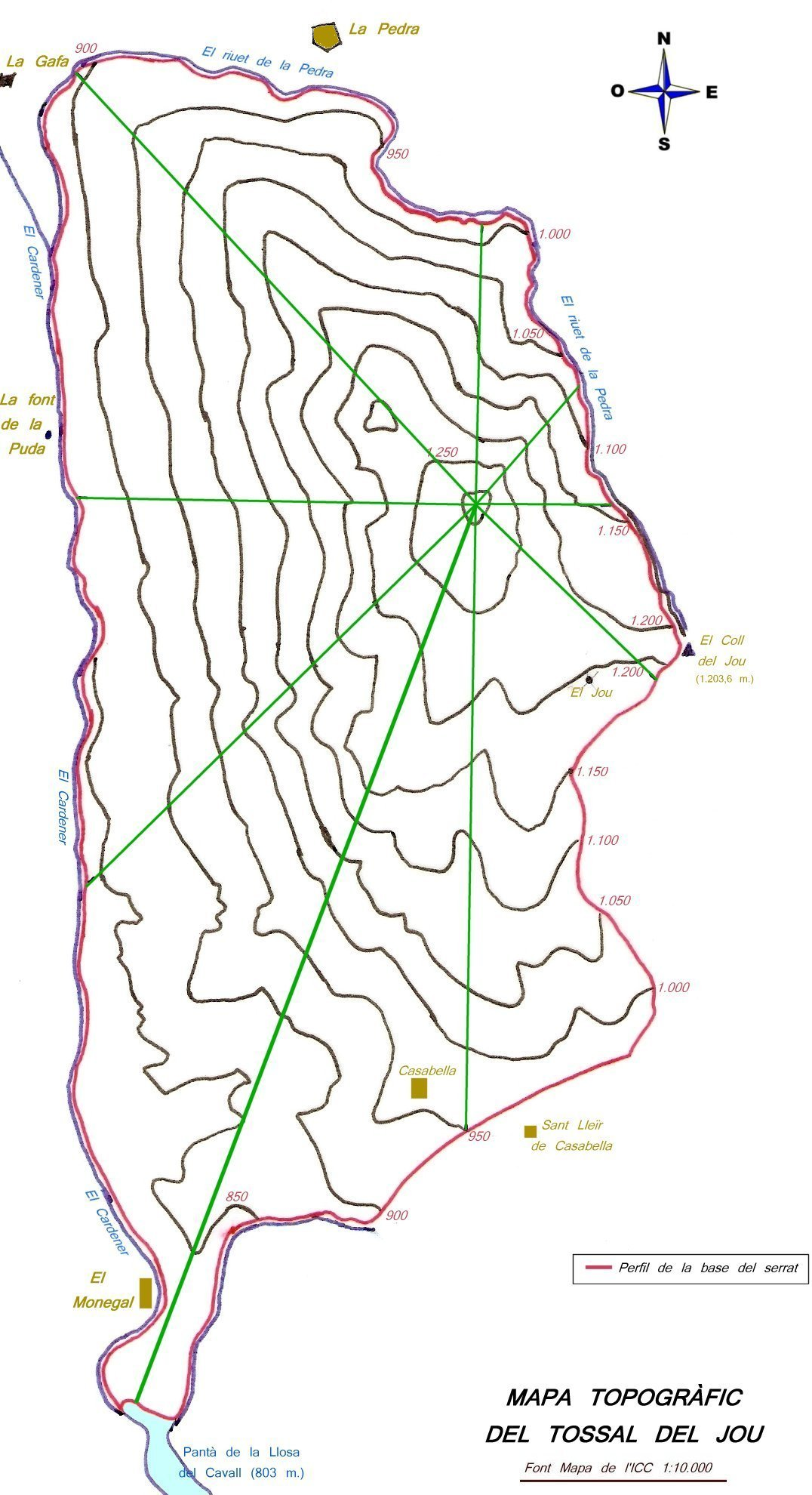
Mapa topogràfic del Serrat del Jou

- Cota màxima de la base: 1.203,6 m. al Coll del Jou 42° 8′ 13.50″ N, 1° 36′ 43.85″ E / 42.1370833°N,1.6121806°E
- Cota mínima de la base: 803 m. al pantà de la Llosa del Cavall 42° 8′ 9.250″ N, 1° 36′ 14.51″ E / 42.13590278°N,1.6040306°E